# Wirich von Bernsau
Wirich von Bernsau, Herr zu Bellinghoven (* 23. Januar 1582; † April 1656) war klevischer Staatsmann.

## Leben
Er war der vierte Sohn des bergischen Raths und Marschalls Wilhelm VI. (IV.). von Bernsau zu Hardenberg (um 1543–1599) und Magdalena (um 1546–1582), Tochter des Grafen Philipp II. von Daun-Falkenstein.
Kurz nach Wirichs Geburt verstarb seine Mutter. Auf Wunsch seines Vaters übernahm sein Onkel Graf Wirich VI. von Daun-Falkenstein ab dem Jahr 1586 die Vormundschaft für ihn und seiner Geschwister Philipp Wilhelm und Amena Walburg. Sie wurden auf Schloss Broich im Glauben der Reformation erzogen. Am 3. Juli 1597 wurde der Onkel, als Vormund von Philipp Wilhelm und Wirich, durch Herzog Johann Wilhelm von Jülich-Kleve-Berg mit Schloss und Herrschaft Hardenberg belehnt.
Am 5. Oktober 1598 rückten Spanier auf den Befehl von Admiral Francisco de Mendoza vor Schloss Broich. Nach heftigem Beschuss musste Graf Wirich von Daun-Falkenstein schließlich am nächsten Morgen kapitulieren. Wirich von Bernsau wurde am 8. Oktober mit drei Reisigen der Gräfin Anna Walburga von Neuenahr nach Duisburg in Sicherheit gebracht. Drei Tage später wurde sein Onkel von den Spaniern ermordet.
Wirich kam durch Erbe im Jahr 1606 an das Haus Anger in Ratingen. Am 25. Oktober 1606 kam es zwischen den Brüdern Philipp Wilhelm und Wirich zur Teilung des Erbes Hardenberg. Am 7. September 1609 verzichtete Wirich schließlich ganz auf das väterliche Erbe.
Beim Jülich-Klevischen Erbfolgestreit von 1609 bis 1614 stand Wirich auf der Seite des Markgrafen von Brandenburg Johann Sigismund und wurde Drost zu Bislich und Ringenberg.
Wirich schwor am 17. Februar 1611 bei der klevischen Ritterschaft mit Schloss Bellinghoven auf, welches er zuvor im Jahr 1607 nach dem Tod von Konrad von Bernsau geerbt hatte.

## Familie
Am 8. Mai 1614 heiratete er katholisch Margarethe, Tochter des Freiherrn Heinrich von Münster, Herr von Meinhövel und Ruinen und Sophie von Altenbockum.
- Magdalena Sophie († 7. Dezember 1641) ⚭ Degenhard van Eyll
- Anna Elisabeth ⚭ Gisbert Berndt von Bodelschwingh-Mengede
- Wilhelm († 1681)

Im Jahr 1627 heiratete er Margarethe von Hundt.